# Szín-ahhé-eríba
Szín-ahhé-eríba; a bibliai nevein Szennahérib, Sénakherib, Szanherib (uralkodott Kr. e. 704 – Kr. e. 681) az Újasszír Birodalom egyik jelentős uralkodója volt, aki apját, II. Sarrukínt követte a trónon. Nem büszkélkedhetett nagy hódításokkal, de megszilárdította az atyja által elfoglalt területen az asszírok uralmát.

## Ninive
Kr. e. 706-ban Sarrukín Kalhuból átköltözött új, tíz éve épülő fővárosába, Dúr-Sarrukínba. Mivel azonban a következő évben egy anatóliai csatában elesett, és holttestét sem találták meg, az újonnan épült várost fia jobbnak látta elhagyni. (A balsorsú Sarrukín nevét az új uralkodó még a feliratairól is kihagyta, félve az őt ért sorscsapástól.) Választott fővárosa Ninive (akkádul Ninua) lett a Tigris gázlójánál, ahol Istár egyik központi szentélye állt. Szín-ahhé-eríba a régi, romos várost újjáépítette, méltóan egy királyi fővároshoz. Kiterjedt kertjeit és parkjait bővízű csatornarendszer látta el. Az új palota Szín-ahhé-eríba győzelmeit bemutató domborművekkel volt tele, és a király általában győzhetetlennek mutatta be magát feliratain – ez azonban nem felelt meg teljesen az igazságnak.

## Jeruzsálem ostroma
Harmadik hadjárata során Kr. e. 701-ben kivonult levantei térségbe, hogy elfojtson egy izraeli lázadást. Feliratai szerint Hatti országa ellen vonult, ami – mivel a Hattinak nevezett Karkemis már több mint egy évtizede asszír fennhatóság alatt volt – azt jelenti, hogy a korábbi újhettita királyságok területeit továbbra is Hattinak nevezték. A felkelőknek természetesen segítséget nyújtott Egyiptom és az ütközetet a források szerint az asszírok megnyerték. A győzelem nem lehetett elsöprő – Hérodotosz és az Ószövetség egyenesen vereségről beszél, ami elképzelhető, hogy egy másik hadjáratra utal –, ugyanis a király nem nyomult előre, hanem visszafordult, és a lázadó Ezékiás (Hiszkija) júdai király ellen vonult. Ennek keretében bevette Lákist (lásd: Lákis ostroma). Egy külön sereget küldött a főpohárnok (ráb szaké) vezetésével amely megostromolta Jeruzsálemet (akkád nyelven: Urszalimmu) – sikertelenül.

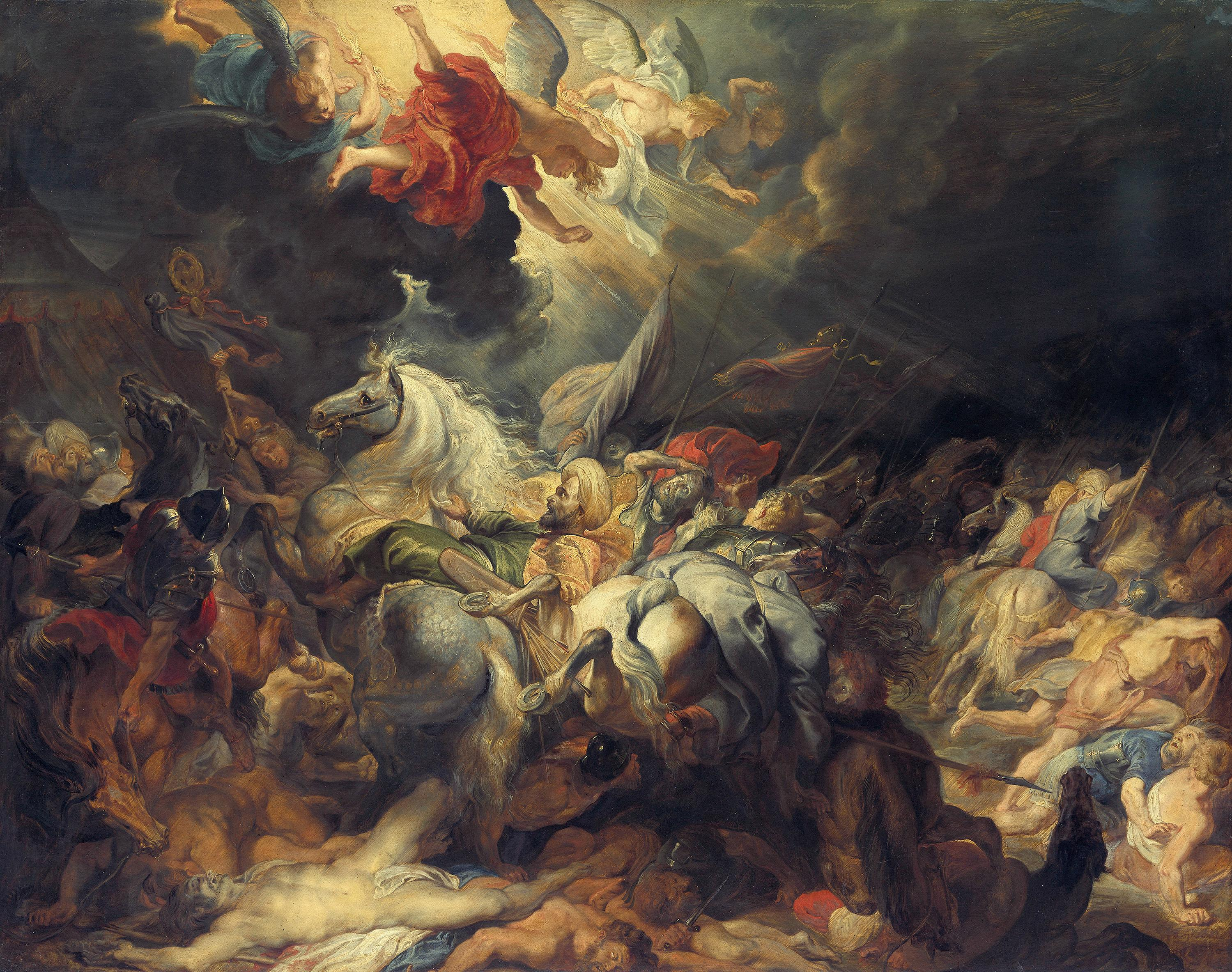
Szennahérib bukása. A George Byron által is megénekelt jeruzsálemi kudarc Rubens festményén

A váratlan kudarc oka talán a táborban kitört pestisjárvány volt, erre utal az a bibliai leírás, miszerint Szanherib arra ébredt, hogy katonái körülötte holtan fekszenek, a Biblia szerint azért, mert az Úr angyala halált bocsátott rá. Más elképzelések nem zárják ki, hogy Taharka fáraó közeledő serege késztette visszavonulásra Szín-ahhé-eríbát. De az is lehet, hogy a hadjárat fő célját a partmenti városok elfoglalásával elérte, ami a kereskedelmi utak ellenőrzését jelentette.
Lákis ostromáról Szín-ahhé-eríba évkönyvei hallgatnak, de palotadomborművein részletesen bemutatja az ostromsánc épülésétől kezdve a kegyetlen megtorlásig bezárólag az eseményeket. A jeruzsálemi ostromot az asszír források sikerként könyvelik el, és kijelentésük szerint a megtört Ezékiás hatalmas sarcot fizetett nekik elvonulásuk fejében.

## Babilónia és Elám
A kháld II. Marduk-apla-iddína már II. Sarrukín számára is égető problémát jelentett, és Kr. e. 703-ban is megragadta az alkalmat a hatalomátvételre. Második babilóniai királysága természetesen elfogadhatatlan volt az asszír uralkodó számára, aki első hadjárata során így délnek vonult, és Kúta mellett szétzúzta a kháldokból, arámiakból, arabokból, elámiakból és babiloniakból álló koalíciót. Vetélytársa elmenekült Tengerföld déli mocsaraiba. A hadjárat eredményeképpen Szín-ahhé-eríba 208 000 embert deportált, Babilónia élére pedig kormányzót nevezett ki a helyi Bél-ibni személyében.
A kháld lázongások miatt negyedik hadjáratát Kr. e. 700-ban délre, Marduk-apla-iddína országába, a Bít-Jakin törzs területére vezette. Marduk-apla-iddina hajón elmenekült egy tengeri szigetre, ám családját sikerült fogságba ejteni. A hadjárat végén Kr. e. 700-ban leváltotta Bél-ibnit – vasra verve Ninivébe vitték, ahol kivégezték –, és az asszír trónörököst, fiát, Assur-nádin-sumit tette meg Babilon királyává, aki a szokás szerint i. e. 699-ben az újévi ünnepségek során lépett hivatalosan a trónra.
Hatodik hadjárata során, mivel a lázongó kháldok Elámba menekültek, Elámba indult. Szíriai („Hatti ország”) mesteremberekkel hajókat készíttetett Asszíriában, majd föníciai és ciprusi tengerészekkel felszerelve behajózta csapatait, és a Tigrisen, Perzsa-öblön majd az Uláj-folyón benyomultak Elámba, ahol sikerült meglepetést okoznia. Több várost kifosztott, lerombolt és nagy zsákmánnyal tért haza.
Ezt követően az elámiak Kr. e. 694-ben ellenhadjáratban elpusztították Szippart, majd körülzárták Babilont. A város kiadta nekik a királyt, Assur-nádin-sumit, akit az elámiak elhurcoltak. A feldühödött asszír király sokáig nem tudott mit tenni, és a helyzet nélküle is elég zavaros volt délen.
A következő babiloni királyt, a kháld Nergal-usézibet – Szín-ahhé-eríba feliratán Suzubu – az asszírok egy csatában elfogták, és vasra verve Ninivébe hurcolták. Babilonban ezután a kháld Musézib-Marduk lett a király.
Közben Elámban is trónviszály alakult ki. Kr. e. 693 Hallusu-Insusinakot megölték és Kudur-Nahhunte lett a király. Ezt a zavart kihasználva hetedik hadjárata során Kr. e. 692-ben Szín-ahhé-eríba betört Elámba és elpusztította az útjába eső településeket. Kudur-Nahhuntének is menekülnie kellett fővárosából, Madaktuból, ami az életébe került, s III. Humban-Nimena lett az elámi király.
Végül Kr. e. 691-ben a Tigris mentén egy szövetséges babiloni–elámi sereg – aminek Ansan és Parszuas is tagjai voltak – indult Asszíria ellen. A haluléi csatából az – asszír évkönyvekben ismét győztesnek feltüntetett nyolcadik hadjárat – sereg babiloni források szerint visszavonult. Csak a következő évben sikerült elég erőt gyűjtenie Szín-ahhé-eríbának, aki rettenetes bosszút állt: megostromolta Babilont, ami 15 hónap után, Kr. e. 689-ben elesett. Az asszírok kifosztották és lerombolták a várost, csatornákat ástak elárasztására, istenszobrait összetörték.
Úgy tűnt, az évezredes Babilonnak vége. Hogy kultikus szerepét – lévén a Marduk-kultusz központja – ellensúlyozzák, számos Assur-templom épült, ahova eljuttatták a város hamvainak kis adagjait. A kegyetlen megtorlást nem követte újabb lázadás délen: Szín-ahhé-eríba utolsó éveiben béke honolt az Újasszír Birodalomban.

## Hegyvidéki hadjáratok
Második hadjáratát i. e. 702-ben keletre a Zagrosz hegységbe vezette a kassúk és az jaszubigallák ellen, akik már régóta függetlenítették magukat Asszíriától. Elfoglalta Bít-Kilamzah, Hardispi és Bít-Kubatti városokat. Bít-Kilamzahot erődítménnyé építtette ki helyőrsége számára, és más vidékekről telepített bele lakosságot. A hegyekből kihozott kassúkat és jaszubigallákat Hardispi és Bít-Kubatti köré telepítette és az arraphai asszír kormányzó alá rendelte őket. A terület kisebb településeit lerombolta.
Ezután – még ugyancsak i. e. 702-ben Ellipi ország királya, Iszpabára ellen vonult. Az ország és királyi városai, Marupisti és Akkududdu kifosztása után Elenzas várost királyi erődítménnyé változtatta Kár-Színahhéeriba néven, Bít-Barrúa tartományt Sziszirtu és Kummahlu városokkal Harhar asszír kormányzója alá rendelte. Ezután Szín-ahhé-eríba hazatért, ahol felkeresték őt az általa addig nem ismert médek, hogy ajándékaikat átadják és hódoljanak neki.
Ötödik hadjárata – i. e. 697 – során a Nipur hegy, ma a törökországi Cudi Dağı, lábánál fekvő városok ellen vonult, majd miután végigpusztította és kirabolta őket, „igája irányát megfordítva” a Daiae országbeli Ukku város királya, Maniae ellen, aki még Szín-ahhé-eríba koronahercegsége idején összejátszott Urartu királyával. Daiae az Anara és Uppa magas hegyek mellett van „olyan helyen, ahol még király nem járt” talán a dahákat
jelenti.
Sulmu-bél, Rimuszi város kormányzójának límujában i. e. 696-ban Kilikiában (Hilakku) kellett egy lázadást levernie, amelynek élén Kirua, Illubri város ura állt. Ennek során elfoglalta és kirabolta a helyi városokat: Ingirá, Tarzi (Tarszosz), Hilakku. A lázadás vezetőjét, Kiruát, megnyúzatta.
Assur-bél-uszur, Kutluhi város kormányzójának límujában, i. e. 695-ben Tilgarimmu lázadt fel egy bizonyos Gurdí vezetésével, aki ellen személyes részvétele nélkül küldött hadsereget.

## Bukás, örökösödés
37. Elindula azért és ment Szanhérib, az assiriai király, és lakozék Ninivébe.

38. És lőn, hogy mikor imádkozék, Nisróknak, az ő istenének templomában, fiai: Adrimélek és Saréser levágák őt karddal; és ezek Ararát földjére menekülvén, fia, Esárhaddon uralkodék helyette.
II. Sarrukín annak idején jó előre kijelölte Szín-ahhé-eríbát örökösének, akit Samas és Adad jóslatai megerősítettek helyzetében. Assur-nádin-sumi elhurcolását követően Szín-ahhé-eríba először legidősebb fiát, Arda-Mulisszit tette meg trónörökösnek. i. e. 683-ban azonban megváltoztatta döntését és legkisebb fia lett a trónörökös, aki Assur-ah-iddína néven lépett később trónra. Ez azonban kiváltotta az Arda-Mulisszi vezette idősebb fivérek ellenszenvét, akik szervezkedésbe kezdtek, és először meggyűlöltették a bít ridútiban felkészített örököst apjukkal, majd annak menekülése vagy száműzése után végeztek Szín-ahhé-eríbával. Assur-ah-iddína azonban hamarosan visszatért, és visszafoglalta apja örökét.